# Palazzo Troilo
Palazzo Troilo è un edificio nobiliare sito nel centro storico di Taranto. Costruito tra il XVIII ed il XIX secolo dalla famiglia Troilo, è stato in passato oggetto di occupazioni abusive e degrado. Al momento è parte del nuovo piano di recupero della città vecchia di Taranto che prevede la ristrutturazione e la restituzione alla cittadinanza anche di altri ex edifici gentilizi.